# Agnes Inglis
Agnes Inglis (1870-1952) est une militante anarchiste américaine. Assistante sociale, historienne, amie du syndicaliste libertaire Jo Labadie, elle est la première conservatrice de la Collection Labadie (en) (1924-1952) à l'Université du Michigan.

## Biographie
Agnes Inglis est née à Détroit. Inglis étudie l'histoire et la littérature à l'Université du Michigan, mais elle quitte l'université avant d'obtenir son diplôme.
Elle travaille alors plusieurs années comme assistante sociale, notamment à la Hull House de Chicago.
Elle s'engage aux côtés des travailleurs immigrants aux États-Unis et développe de fortes convictions politiques libertaires à partir de ses expériences vécues.
En 1915, elle rencontre Emma Goldman et se lie d'amitié avec elle.
Au début de la Première Guerre mondiale, elle s'engage dans le mouvement contre la conscription obligatoire.

## La collection Labadie
Constituée en 1911, la Collection Labadie de l'Université du Michigan, est reconnue comme l'une des collections de matériaux les plus complètes du monde concernant l'histoire de l'anarchisme et des autres mouvements radicaux des XIXe et XXe siècles.
Agnes Inglis commence un travail d'archiviste dans la collection Labadie au début des années 1920. Ses contributions sont uniques car elle a utilise des méthodes peu orthodoxes d'organisation et de classement. Sur les fiches du catalogue, elle ajoute ses opinions personnelles aux informations bibliographiques.

## Correspondance
- Agnes Inglis papers, 1909-1954, (OCLC 68796420).